# Systolederus fujianensis
Systolederus fujianensis är en insektsart som beskrevs av Zheng, Z. 1993. Systolederus fujianensis ingår i släktet Systolederus och familjen torngräshoppor. Inga underarter finns listade i Catalogue of Life.